# 塔斯曼嶺
78°2′S 163°3′E / 78.033°S 163.050°E
塔斯曼嶺（英語：Tasman Ridge）是南極洲的山嶺，位於維多利亞地的斯科特海岸，長6公里，處於胡克山東北面18公里，在1994年由新西蘭地理委員會命名，現時由南極條約體系管理。